# يوكا ساتو
يوكا ساتو (باليابانية: 佐藤有香؛ بالكانا: さとう ゆか) هي متزلجة فنية يابانية، ولدت في 14 فبراير 1973 في طوكيو في اليابان.

## وصلات خارجية
- يوكا ساتو على موقع الاتحاد الدولي للتزلج (الإنجليزية)
- يوكا ساتو على موقع اللجنة الأولمبية الدولية (الإنجليزية)
- يوكا ساتو على موقع أوليمبيديا (الإنجليزية)